# Rotpunkt-Zwergbuntbarsch
Der Rotpunkt-Zwergbuntbarsch (Apistogramma alacrina) ist eine Fischart aus der Familie der Buntbarsche, die im südöstlichen Tiefland von Kolumbien vorkommt. Dort bewohnt sie sowohl Gewässer, die in Richtung Amazonas strömen (Río Caquetá, Río Orteguaza) als auch Flüsse, die in den Orinoko münden, z. B. im Río Guaviare.

## Merkmale
Apistogramma alacrina ähnelt den Arten der Apistogramma macmasteri-Artengruppe, Männchen haben aber im Unterschied zu diesen Arten keine ausgezogenen Flossenmembranen im vorderen Bereich der Rückenflosse. Von allen anderen Apistogramma-Arten kann Apistogramma alacrina sicher nur durch einen dunklen Fleck rund um den unteren Bereich der Brustflossenbasis unterschieden werden. Darauf verweist der wissenschaftliche Name der Art,  „alacrina“ bedeutet „Achselhaar“. Die Rückenflosse des Rotpunkt-Zwergbuntbarsch wird von 16 bis 17 Hartstrahlen und 7 bis 8 Weichstrahlen gestützt, bei der Afterflosse sind es 3 Stacheln und 6 bis 13 Weichstrahlen. Die Fische besitzen 24 bis 26 Wirbel.
Männchen erreichen eine Länge von 8 cm und lassen sich von den Weibchen leicht durch ihre ausgezogenen Weichstrahlen an Rücken- und Afterflosse unterscheiden. Die Rückenflosse reicht damit bis zur Mitte der Schwanzflosse und die Afterflosse bis hinter das erste Schwanzflossendrittel. Angelegt reichen die Bauchflossen bis zum Beginn der Afterflosse. In der Mitte der Körperseiten liegt ein dunkles, zickzackförmiges Längsband, das von den dunklen vorderen Rändern der Schuppen zweier Schuppenreihen gebildet wird. Auf den Kiemendeckeln und in einem Band in der unteren Körperhälfte zeigen sich rotbraune Punkte, worauf sich der deutsche Trivialname bezieht. Unterhalb der Rückenflosse und auf der Basis der Rückenflosse zeigen sie eine Reihe dunkler Flecken. Mit zunehmendem Alter werden die Männchen sehr sehr hochrückig. Weibchen erreichen eine Länge von 4 bis 5 cm und besitzen eine abgerundete Rücken- und Afterflosse. Das dunkle Längsband der Männchen ist meist nicht vorhanden. Dagegen zeigen sie einen dunklen Streifen auf der Stirn und je einen kurzen, schwarzen Streifen auf der Wange. Die Rückenflosse ist schwarz gesäumt. Die Zeichnungsmuster unterscheiden sich je nach dem Fundort erheblich voneinander. Die Schwanzflosse ist bei beiden Geschlechtern ungemustert und abgerundet. Die Lippen sind dick.

## Lebensraum
Die Fische kommen unter anderem in einer Höhe von 400 Metern in einem Nebenfluss des in den oberen Amazonas mündenden Río Orteguaza südlich der Stadt Florencia in der Provinz Caquetá in Kolumbien vor. Der Fluss hat eine relativ starke Strömung mit einigen ruhigen Stellen. Der Bodengrund besteht aus feinem Sand, der mit etwas gröberen Kieseln vermischt ist. Die Wassertemperatur beträgt etwa 26 °C, der pH-Wert liegt zwischen 6 und 7. Die Art kommt dort mit dem Kopfbinden-Panzerwels (Corydoras melini), einer nicht genauer bestimmten Ancistrus-Art und dem Buntbarsch Heroina isonycterina vor.

## Belege
1. 1 2  Kullander, S.O., 2004. Apistogramma alacrina, a new species of cichlid fish (Teleostei: Cichlidae) from Colombia. Ichthyol. Explor. Freshwat. 15(1):41-48.
2. ↑  Apistogramma alacrina auf Fishbase.org (englisch)
3. ↑  Horst Linke, Wolfgang Staek: Amerikanische Cichliden I, Kleine Buntbarsche. Tetra-Verlag, Bissendorf 1997, ISBN 3-89356-153-6. Seite 148.